# Johannes Rupp (Politiker, 1864)

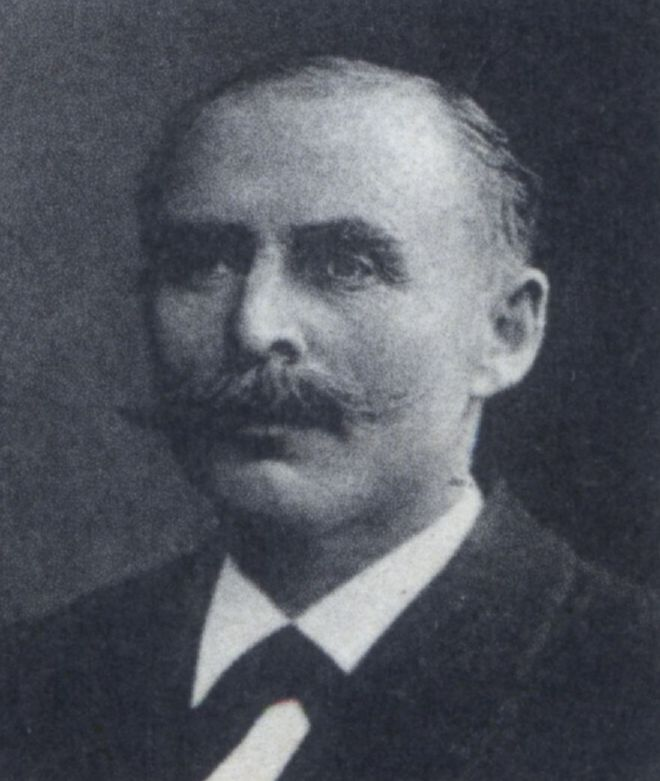
Johannes Rupp als Reichstagsabgeordneter 1912

Johannes Rupp, auch Johan Rupp (* 7. August 1864 in Reihen; † 24. Juli 1943 ebenda) war ein badischer Landwirt, Bürgermeister und Mitglied des Deutschen Reichstags.

## Leben
Rupp besuchte von 1871 bis 1874 die Volksschule in Reihen und bis 1879 die höhere Bürgerschule in Sinsheim. Er diente von 1884 bis 1887 beim 1. Badischen Leibgrenadier-Regiment Nr. 109 in Karlsruhe und wurde 1887 Unteroffizier. Ab 1888 war er Landwirt und ab 1900 Bürgermeister in Reihen.
Von 1907 bis 1918 war er Mitglied des Deutschen Reichstags für den Wahlkreis Großherzogtum Baden 13 (Bretten, Sinsheim) und den Bund der Landwirte.
Rupps Sohn Johannes (1903–1978) war von 1930 bis 1933 Reichstagsabgeordneter der NSDAP.